# Сулиотис-Николаидис, Афанасиос
Афанасиос Сулиотис-Николаидис  (греч. Αθανάσιος Σουλιώτης-Νικολαΐδης Сирос 6 января 1878 года — умер в 1945 году) — греческий офицер, македономах, разведчик, политик и историк начала 20-го века, идеолог греко-турецкого сотрудничества.

## Биография
Афанасиос Сулиотис родился в 1878 году на острове Сирос, но родом восходил к известному сулиотскому (Эпир) клану Колиодимитрисов. Отец его был налоговым служащим, посланным служить на острове. В 1900 году, он закончил офицерское училище в Афинах, в звании Второй лейтенант. Военную карьеру начал в геодезической службе армии, что позже позволило ему, оставаясь на службе, преподавать географию в офицерском училище.

## Фессалоники
После смерти греческого офицера Мелас, Павлоса, боровшегося в османской тогда Македонии одновременно против турок и болгарских четников, Сулиотис был среди десятков офицеров просившихся принять участие в борьбе за Македонию.
Сулиотис выразил желание служить в греческом консульстве в Фессалоники ещё в 1905 году. Но только в 1906 году появилась необходимость в создании секретной греческой организации, по сбору информации и оборонной деятельности в городе, без видимой зависимости от консульства. Заслуга в создании «Организации Фессалоники» всецело принадлежит Сулиотису. Сулиотис прибыл в Фессалоники в марте 1906 года, под фамилией Николаидис, как торговый представитель германской фирмы швейных машинок. Представительство Сулиотис сознательно открыл в квартале сторонников болгарской экзархии. К тому времени он научился немного говорить на турецком, болгарском и валашском языках. Пожар разрушил представительство, но ему удалось стать представителем страхового общества. « Организация Фессалоники» была основана летом 1906 года, сначала по территориальному принципу (6 секторов города), а затем по профессиональному. Каждый из руководителей секторов в свою очередь организовывал 10 агентов. Непосредственно в контакт с Николаидисом вступали только руководители секторов, такие как врач Маргаропулос, пароходный агент Эмирис и др.
Кроме набора и отправки добровольцев в партизанские отряды, « Организация» начала коммерческую войну против экзархистов. Поддерживая займами греческие компании, «Организация» начала бойкот болгарскому предпринимательству, вплоть до отказа продавать асбест строителям- болгарам.
Результатом коммерческой войны «Организации» было возвращение многих экзархистов в лоно Константнопольского патриархата.
Одновременно в «Организации» были созданы отделы сбора информации, взносов и карательный отдел, против тех кто был повинен в зверствах против греков. Деньги собирались под видом страховых взносов. Карательный отдел взял на себя также убийство руководителей аналогичных организаций болгар. Целью «Организации» был подъём морального духа греческого населения и прекращение болгарской колонизации города. Греческое население города по прежнему уступало в числах евреям и туркам, но «Организации» удалось уменьшить число экзархистов и их организаций в городе.
«Организация» печатала и распространяла в качестве листовок газету «Пророчества Александра Македонского».
Его деятельность пересеклась с деятельностью Драгумис, Иона, бывшим тогда греческим консулом в городе Деде-агач (ныне Александруполис). Два мужа соединили свои усилия. Оба были посланы в декабре 1907 года в Константинополь, Сулиотис всегда под прикрытием профессии торговца, Драгумис в греческое посольство.

## Константинополь
Основываясь на модели Организации Фессалоники, они организовали в 1908 году Организацию Константинополя, разделив город на 36 секторов, где члены организации, 500 в 1912 году, (служащие, медики, офицеры, журналисты, и тд. греческого происхождения) собирали информацию и передавали её в «Центр». Целью всегда оставалась борьба против болгарского влияния в османской столице, главным образом на поприще церкви и благотворительства. Болгары вели пропаганду среди славяноязычного населения пригородов, с целью оторвать его от Константинопольского патриархата и присоединить к болгарскому экзархату. Им удалось создать госпиталь, школы (одна из них в Фанаре) и церковную школу в столице. «Организация Константинополя» с трудом отвоёвывала позиции болгар в церкви, коммерческим бойкотом, ослабляя их позиции. «Организация» постаралась «возродить» греческое население, которое теряло свой национальный идентитет в космополитическом «левантизме» столицы, отдавая, например, предпочтение французскому лицею, вместо греческих школ.

## Идеи Сулиотиса
Современный историк и профессор университета канадского города Оттава, Димитрос Кицикис, известный последователь идей Сулиотиса и сторонник греко-турецкого сближения, писал:

Может быть Византийская империя должна была покориться «франкам», отказаться от своей веры ради веры Папы, чтобы увидеть свой народ ассимилированным в западной культуре, чтобы воспользоваться затем Возрождением и последовавшей затем промышленной революцией? Народ был в ту эпоху резко раздвоенным. Греческий народ остаётся раздвоенным по сегодняшний день. Накануне Первой мировой войны Сулиотис-Николаидис мечтал о создании греко-турецкой федерации и писал, что он и его сторонники желали снова принять доренессансную «восточную цивилизацию» «Промежуточной Зоны» (именуя так Восточное Средиземноморье) и превратить её в другое Возрождение — «Восточное Возрождение».
— 
Сулиотис организовал в 1908—1912 гг. секретное общество «Организация Константинополя», которое тесно сотрудничало с Драгумисом, теоретиком греческого национализма и поддерживалось греческими депутатами османского парламента, Константинопольским патриархатом и греческим правительством Афин. «Эллино-оттоманизм» был идеологической основой борьбы Сулиотиса. Сулиотис не поддерживал ни византийско-оттоманский экуменизм Ригаса Ферреоса и младотурок, ни греческий сепаратистский национализм «Великой Идеи». Его идеология была комбинацией этих двух течений, основывалась на этих двух реалиях : на культурном идентитете Восточного Средиземноморья и наций его образующих. Он не верил в существование византийской и османской наций, а в существование многих наций, таких как греческая и турецкая, которые должны объединиться в рамках конфедерации, чтобы сохранить свой идентитет в Восточном Средиземноморье. После создания конфедерации, позже был возможен переход ко второй, наднациональной, стадии и создание «восточной расы». Балканские войны 1912—1913 гг. положили конец этим планам греко-турецкой конфедерации.

## Балканские войны
Драгумис и Сулиотис были против идеи Венизелоса выступить против Османской империи вместе с Сербией, Черногорией и Болгарией. По их мнению греки, атакуя Османскую империю, чтобы разделить её с славянами, атакуют собственное наследство, чтобы получить только часть его. Для Сулиотиса Османская империя была центром «Промежуточного пространства», хранителем «восточной цивилизации». Это был дом грека. Сулиотис считал безумием, вместе с славянами, грабить свой собственный дом. Раздел означал разрушение дома, то есть «Промежуточного пространства» и его цивилизации, на развалинах которого установится власть Запада.
С началом Первой Балканской войны в 1912 году, Сулиотис был послан офицером связи в союзную тогда болгарскую армию. Но основной его задачей была разведка и информация о болгарских планах, в вопросах пересекающихся с греческими интересами. В свою очередь болгарский генерал Тодоров, подготавливая в тайне от своего союзника поворот своего правого фланга, назначил Сулиотису встречу в Горной Джумае (ныне Благоевград), вдали от развиваемых событий. Встреча Сулиотиса 21 октября/ 3 ноября в этом городе с хирургом Ф. Никоглу, мобилизованного болгарами как и другое греческое население оказавшееся в пределах болгарского государства, стала решающей для деятельности Сулиотиса и последующего хода истории. Никоглу информировал Сулиотиса, что болгары, пренебрегая согласованым с союзниками основным для них фракийским направлением, намерены внезапным манёвром развернуть свой правый фланг и занять Фессалоники. Сулиотис срочно отбыл из Джумаи в Софию, откуда шифровкой информировал Афины о болгарских намерениях. В результате греческий премьер-министр Венизелос настоял и коронный принц Константин был вынужден ускорить действия по взятию Фессалоник. Греческая армия взяла город в день празднования своего покровителя, Святого Дмитрия, 26 октября, опередив болгарский манёвр.

## Последующие годы
В 1920 году Сулиотис был депутатом от Фессалоники на 3-м Национальном собрании.
В 30-е годы он был назначен номархом (префектом) нома Флорина, Западная Македония. К концу своей карьеры был перемещён в жандармерию, откуда и ушёл в отставку в звании генерал- майора.
Умер генерал Афанасиос Сулиотис-Николаидис в 1945 году.

## Писатель
Сулиотис вместе с Драгумисом принял участие в издании «Политическое обозрение» и регулярно писал в других газетах. Афанасиос Сулиотис опубликовал два своих исторических труда: «Письма из гор» и «Жители Малой Азии».